# Außerbetriebliche Ausbildung
Als außerbetriebliche Ausbildung gelten in Deutschland Ausbildungsverhältnisse, die vollständig oder nahezu vollständig durch staatliche Programme (z. B. Richtlinie zur Förderung benachteiligter Jugendlicher im Rahmen des Hamburger Ausbildungsprogramms vom 3. Januar 2011) oder auf gesetzlicher Grundlage mit öffentlichen Mitteln beziehungsweise Mitteln der Bundesagentur für Arbeit finanziert werden.

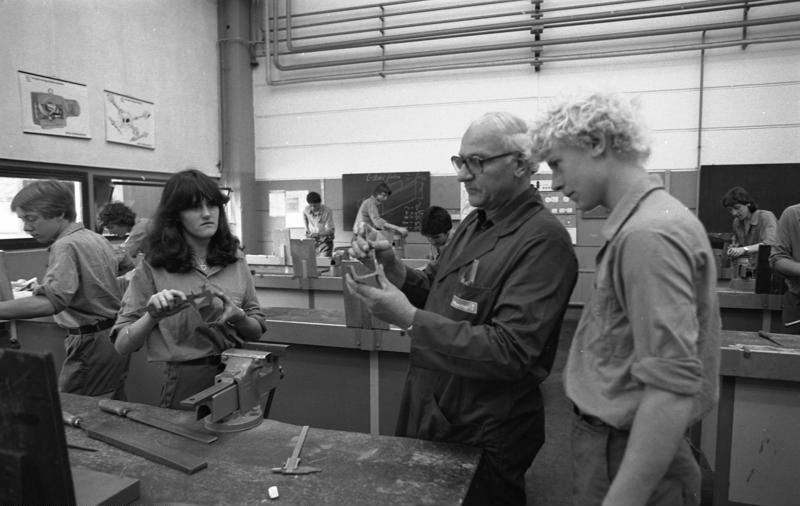
Förderung der Berufsausbildung von benachteiligten Jugendlichen (Benachteiligungsprogramm) bei der Firma Hoechst. 1.–3. September 1982

Der Unterschied zwischen betrieblicher und außerbetrieblicher Ausbildung liegt in der Finanzierungsform, nicht im Lernort. Die außerbetriebliche Ausbildung ist eine Maßnahme zur Verbesserung der Ausbildungssituation. Sie entstand Anfang der 1980er Jahre als Teil der Benachteiligtenförderung.
Verschiedene Berufe konnten beziehungsweise können im Rahmen einer außerbetrieblichen Ausbildung erlernt werden; z. B. der eines Bürokaufmanns, Kaufmanns für Bürokommunikation oder Dialogmarketing, einer Servicefachkraft für Dialogmarketing, eines Einzelhandelskaufmanns oder Gärtners beziehungsweise Gartenbaufachwerkers im Garten- und Landschaftsbau.

## Zielgruppe
Die außerbetriebliche Ausbildung richtet sich an Jugendliche und junge Erwachsene, welche nach dem Ende ihrer Schulzeit oder nach dem Abbruch einer bereits begonnenen Ausbildung keinen betrieblichen Ausbildungsplatz finden.
Gemäß Arbeitsagentur gibt es für die außerbetriebliche Ausbildung kein Höchsteintrittsalter.

## Formen außerbetrieblicher Ausbildung
Das Kooperative Modell sieht vor, dass die Auszubildenden ihre Ausbildung in sogenannten Kooperationsbetrieben absolvieren. Mithilfe dieser gewährleisten Bildungsträger die Ausbildung; der Begriff Bildungsträger wird häufig synonym zum Begriff Weiterbildungseinrichtung verwendet.
Die Bildungsträger unterstützen die Auszubildenden und die Kooperationsbetriebe je nach Bedarf bis zum Ausbildungsende (z. B. mit Stützunterricht), um eine erfolgreiche Ausbildung und den Übergang in Erwerbstätigkeit sicherzustellen.

### Integratives Modell
Beim Integrativen Modell erfolgt die Ausbildung beim Träger der Maßnahme. Alle Ausbildungsinhalte werden von diesem vermittelt. Kooperationsbetriebe bringen fachspezifische Abschnitte der Ausbildung nahe. Der Bildungsträger muss beim Integrativen Modell über einen fachlich geeigneten Ausbilder verfügen.

## Anzahl außerbetrieblicher Ausbildungsplätze
Gemäß Berufsbildungsbericht 2015 wurden im Jahr 2014 insgesamt 522.232 Ausbildungsverträge neu abgeschlossen. Die Anzahl der außerbetrieblichen Ausbildungsverträge lag 2014 bei 20.141, d. h. 3,9 %.